# Dawidy (powiat pruszkowski)
Dawidy – wieś sołecka sołecka w Polsce położona w województwie mazowieckim, w powiecie pruszkowskim, w gminie Raszyn.
W latach 1954–1959 wieś należała i była siedzibą władz gromady Dawidy, po jej zniesieniu w gromadzie Raszyn. W latach 1975–1998 miejscowość należała administracyjnie do województwa warszawskiego. 